# 触法少年
触法少年（しょくほうしょうねん）とは、少年司法手続における少年の区分の一種。

## 日本
日本の少年司法手続では、家庭裁判所の審判に付される非行のある少年は、犯罪少年、触法少年、虞犯少年に区分される。
触法少年とは、14歳未満で刑罰法令に触れる行為をした少年である（少年法3条1項2号）。
刑法41条は「14歳に満たない者の行為は、罰しない」と規定し、刑事未成年者である触法少年を処罰対象から除外している。児童福祉法による処置が原則として行われるが、都道府県知事または児童相談所長から送致を受けた場合に限って、家庭裁判所の審判の対象となる（少年法3条2項）。この場合、家庭裁判所は触法少年に対して保護処分を決定する（少年法24条1項）。

## 韓国
韓国の少年司法手続では、家庭法院少年部又は地方法院少年部の審判に付される非行のある少年は、犯罪少年、触法少年、ぐ犯少年に区分される。触法少年は、刑事事件の行為時に10歳以上14歳未満だった者をいう。